# 1985年の日本の女性史
1985年の日本の女性史（1985ねんのにほんのじょせいし）は、1985年（昭和60年）の日本における女性に関するできごとを時系列的に挙げる。参考文献は日本の女性史年表を参照のこと。
本項目は歴史研究としての女性史ではなく、日本における女性に関するできごとをある体系に基づいて述べようとするものではない。
- 1月5日 厚生省発表、乳児院入所児の母のうち未婚の母18%、この5年間で急増
- 1月21日 中学2年の少女、「もういじめないで」と遺書を残し自殺、茨城県水戸市 で
- 1月- 愛知県健康づくり振興事業団、日本初の乳癌超音波検診車を購入、乳癌集団検診時代の先駆け
- 2月- 金子みつ日本社会党衆議院議員、衆院予算委員会で児童扶養手当の支給制限と共働き夫婦の扶養について厚生行政に抗議、女性差別を厚生省に認めさせた。
- 2月- 妊産婦専用の靴「マリアンシューズ」発売、マタニティ専門メーカー旭ドレス、靴のヒールが滑らず、軽い。
- 2月8日 東京都田無市、男性職員に「育児時間」を認める、自治体初
- 2月23日 労働基準法改悪反対、実効ある男女雇用平等法の制定を求める中央決起集会
- 3月3日 フィリピン・マニラの新聞に日本人による花嫁募集広告、仲介
- 3月8日 75周年記念、85年国際婦人デー中央集会、婦人団体連合会（婦団連）など
- 3月10日 「男だってほしいもん！育児時間3.10集会」男も女も育児時間を！連絡会、これからの男と女を考える会
- 3月28日 岩手銀行女性行員の家族手当請求訴訟、盛岡地方裁判所、共働き女性への家族手当支給の制限は男女同一賃金に反し違法と判決
- 3月- 厚生省、出産前後の妊産婦と胎児・新生児を一貫して管理する集産期集中治療室（PICU）整備の補助制度を創設
- 4月1日 厚生省、生活保護基準額の男女差を解消、男女同一扶助基準に
- 4月8日 「女性による民間教育審議会」発足、世話人代表俵萌子
- 4月- 三浦朱門文化庁長官、女性雑誌で「貞操観念のない女性なら強姦してもかまわない」と発言。女性団体の抗議相次ぐ。長官は6月末謝罪
- 5月1日 国民年金法改正、基礎年金導入、被扶養の妻の保険料を免除
- 6月- ILO総会、「雇用における男女の均等な機会及び待遇に関する決議」を採択
- 6月25日 女子に対するあらゆる形態の差別の撤廃に関する条約批准、日本は72番目の締結国
- 6月- 生活情報誌『オレンジページ』創刊　当初の25万部が2年後には100万部を突破
- 7月4日 大阪府の家庭科教師による女子中・高生の下着調査、女高生の大半がビキニショーツ使用、健康よりファッション性重視
- 7月- 国連婦人の10年ナイロビ世界女性会議開催、157ヵ国約5000人が参加。「2000年に向けて女性の地位向上のための将来戦略」採択。経済不況・飢餓などが女性と子どもを疎外すると論議
- 8月10日 第85回全米女子アマチュアゴルフ選手権、高校2年の服部道子初優勝、アマチュア・メジャー大会初の日本人優勝
- 8月- 労働省、「85年版婦人労働の実情」、84年に女子雇用者が1518万人となり、家事専業者を2万人上回る。
- 10月1-2日 女性による反核・軍縮・非核地帯設置のための国際フォーラム、日本社会党主催
- 10月23-25日 国際シンポジウム「女は世界をどう変えるか」、朝日新聞社主催
- 10月29-31日 国際セミナー「婦人に関する国際的な情報ネットワーク」、国立婦人教育会館で
- 11月2-4日 社会主義理論フォーラムで「女性」分科会
- 11月3-4日 日本婦人有権者同盟創立40周年記念式
- 11月8日 「国連婦人の10年推進議員連盟」、「国連婦人2000年推進議員連盟」と改称
- 11月22日 国連婦人の10年日本大会、約2000人参加、日比谷公会堂で
- 11月27日 東京地方裁判所、対立労組機関紙が「人格チビ」「性格ブス」と記載したことについて、「低俗な人格的非難、中傷」と名誉毀損判決
- 12月6日 11の市民・婦人団体が「国家機密法」に反対する緊急市民集会
自民党所属議員により衆議院に議員立法として提出されたが、審議未了廃案となった。
- 12月14日 母子保健法改悪を許すな！12.14全国総決起集会

## この年
- 少量パックの惣菜やカット野菜の売行き急増
- 主婦のアルコール使用障害増加が問題となる。
- 山田詠美『ベッドタイムアイズ』話題になる。黒人を恋人とした女主人公の肉体そのものを言語化したような作品、文藝賞を受賞
- 日本人女性の平均寿命、世界で初めて80歳を超す、女性80.18歳、男性74.54歳
- 厚生省調査、84年の在宅・入院寝たきり老人36万6千人、特別養護老人ホーム入所者を合わせ48万人、介護者の90%は女性。
- 国勢調査によると、25から49歳の女性2244万人のうち離婚・死別を含めてシングルは357万人。特に25から29歳の離婚が多く、5年前の25.5%が30.6%に増加。
- 結婚適齢期年齢の男女人口のアンバランスにより、「男性結婚難時代」がいわれ始める。
- 84年人口動態調査、離婚が21年ぶりに減少、死因は男女とも癌が第1位、出生数は150万人を割る。
- 流行語に「家庭内離婚」「金妻」